# لینگفیلد، ساری
لینگفیلد (به انگلیسی: Lingfield) یک روستا و محله مدنی در بریتانیا است که در Tandridge واقع شده‌است. لینگفیلد ۸٫۷۶ کیلومتر مربع مساحت و ۴٬۴۶۷ نفر جمعیت دارد.